# 나스노 미츠루

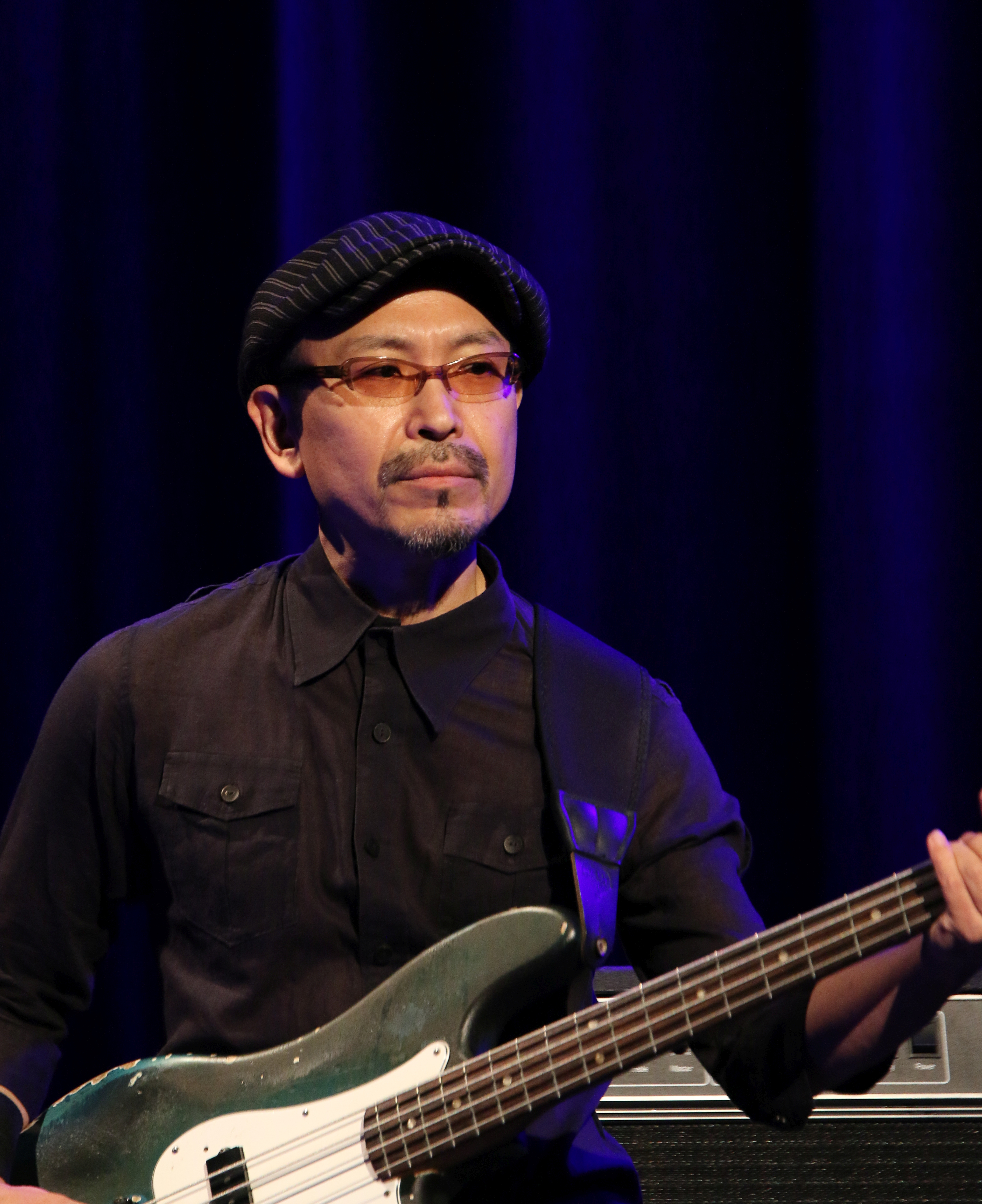

나스노 미츠루(일본어: ナスノ ミツル, 1963년 ~)은 일본의 음악가, 베이시스트, 즉흥 연주 뮤지션이다. 이와테현 모리오카시에서 태어났다.

## 개요
대학시절을 마치고 교토로 올라와 음악활동을 시작해 도쿄로 옮겨갔다. 오토모 요시히데의 그라운드 제로에 참가했다.
전위 예술적 록 음악부터 메이저 뮤지션들의 백업 세션까지 다양한 활동을 하고있다.
라이브에서는 64년에 제작한 펜더 프리시젼 베이스를 많이 이용한다.

## 앨범
- 「Prequel Oct.1998 - Mar.1999 + 1 前編 1998年10月〜1999年3月+1」(2008/5/11 doubtmusic)
  - 오토모 요시히데, 키도 나츠키 등이 참여.
- 「離場有浮」(2008/11/18 PERFECTMUSIC)
  - 하이노 케이지 등이 참여.

teneleven
- "teneleven" (2012)

## 참여 밴드
- 그라운드 제로 (오토모 요시히데)
- 얼터드 스테이츠 (우치하시 카즈히사)
- 코레쿄진(요시다 타츠야, 키도 나츠키)
- 산헤드린(하이노 케이지, 요시다 타츠야)
- 정숙(하이노 케이지)
- 부실자(하이노 케이지)
- 언벨팁토(이마호리 츠네오)
- 월드 헤리티지(요시다 타츠야, 키도 나츠키)
- 소타이세이리론, 야쿠시마루 에츠코, 호테이 토모야스 등을 서포트